# Kanazawa Bijutsu Kōgei Daigaku

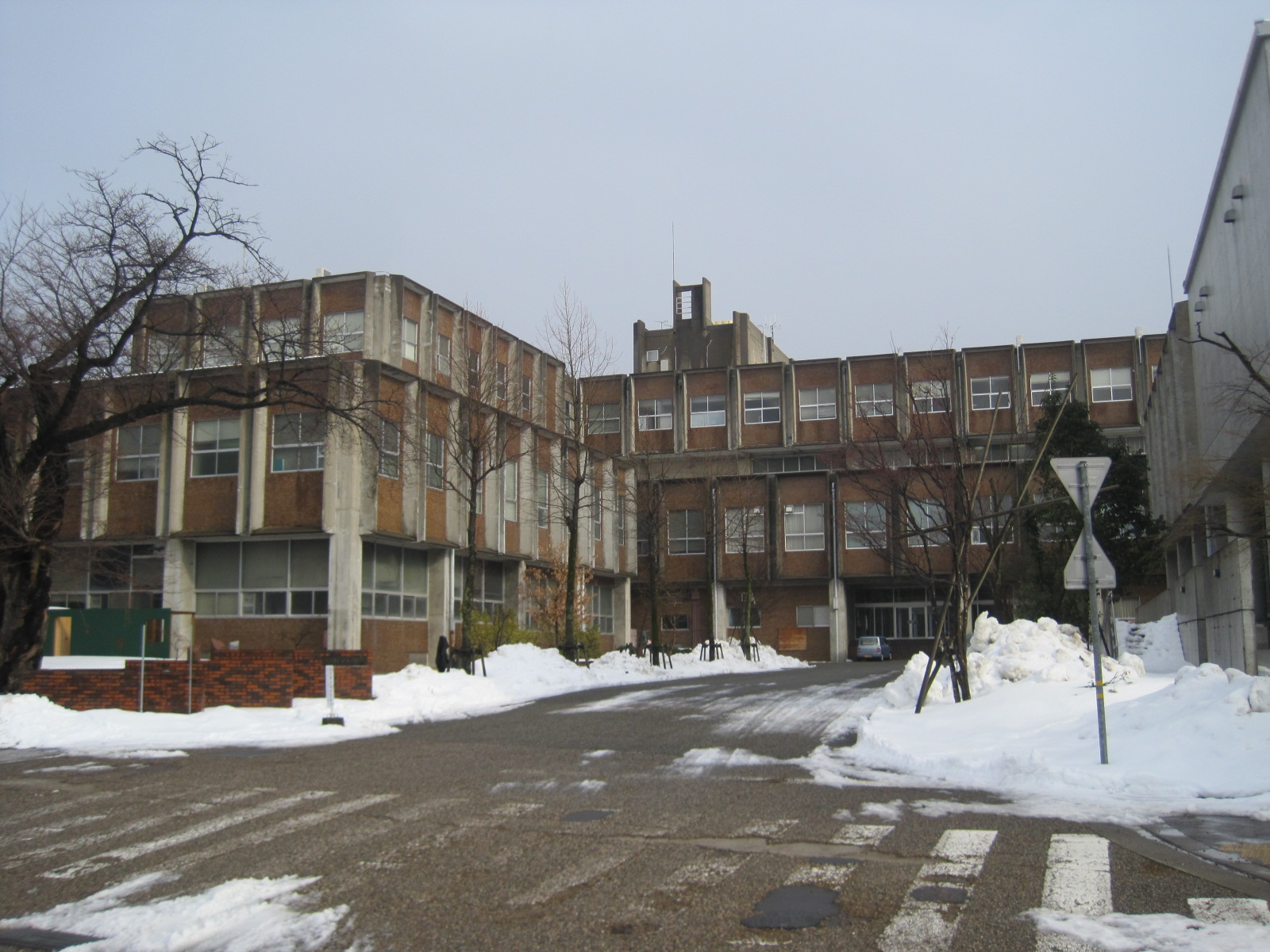
Älterer Kodatsuno-Campus (2011)

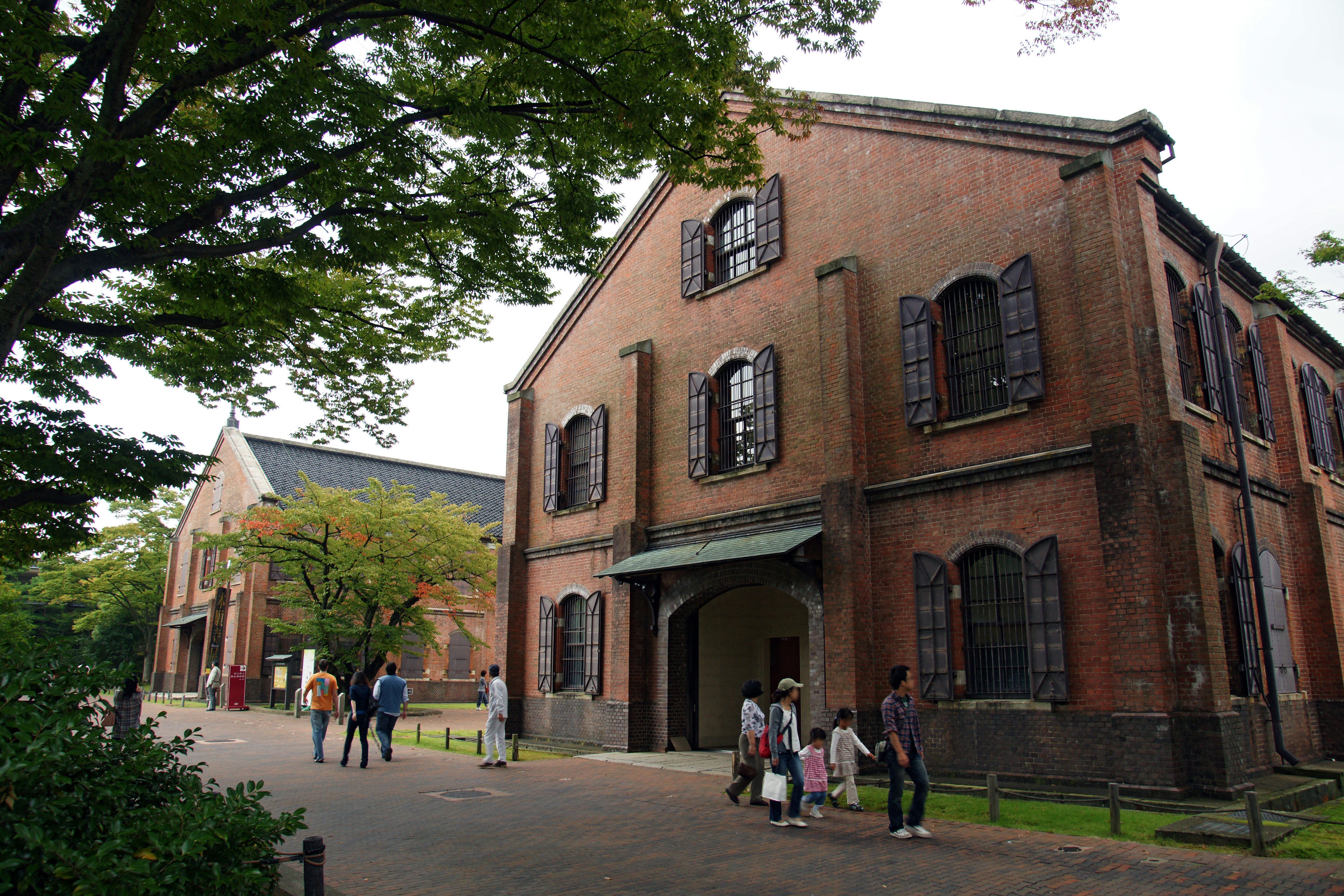
Präfekturales Geschichtsmuseum Ishikawa, ehemalige Schulgebäude (1946–1972) der Kanabi (2009)

Die Kanazawa Bijutsu Kōgei Daigaku (japanisch 金沢美術工芸大学, wörtlich  „Universität für Bildende Kunst und Handwerk Kanazawa“; engl. Kanazawa College of Art, kurz: Kanabi (金美)) ist eine städtische Universität in Kanazawa in der Präfektur Ishikawa (Japan).
Die Universität wurde 1946 als Fachschule für Bildende Kunst und Handwerk Kanazawa (jap. 金沢美術工芸専門学校 Kanazawa bijutsu kōgei semmon gakkō) gegründet. Die damaligen Schulgebäude waren ehemalige militärische Waffenkammern (seit 1986 sind sie als Präfekturales Geschichtsmuseum Ishikawa gebraucht. 36° 33′ 30,9″ N, 136° 39′ 46″ O). 1950 wurde die Fachschule in Kurzuniversität für Bildende Kunst und Handwerk Kanazawa (金沢美術工芸短期大学, Kanazawa bijutsu kōgei tanki daigaku) reorganisiert.
1955 entwickelte die Kurzuniversität sich zur 4-jährigen Kanazawa Bijutsu Kōgei Daigaku. 1972 zog sie in den (älteren) Kodatsuno-Campus (36° 33′ 22,6″ N, 136° 40′ 38,2″ O). 1979 richtete sie die Graduiertenschule (Masterstudiengänge), 1997 dann den Doktorkurs. 2023 zog sie in den neuen Campus (bis 2007 Sitz der technischen Fakultät der Universität Kanazawa) um.

## Fakultäten
- Fakultät für Bildende Kunst (美術工芸学部)
  - Abteilung für Fine Art
  - Abteilung für Design
  - Abteilung für Handwerk